# Gusseiserner Brunnen (Wehrheim)

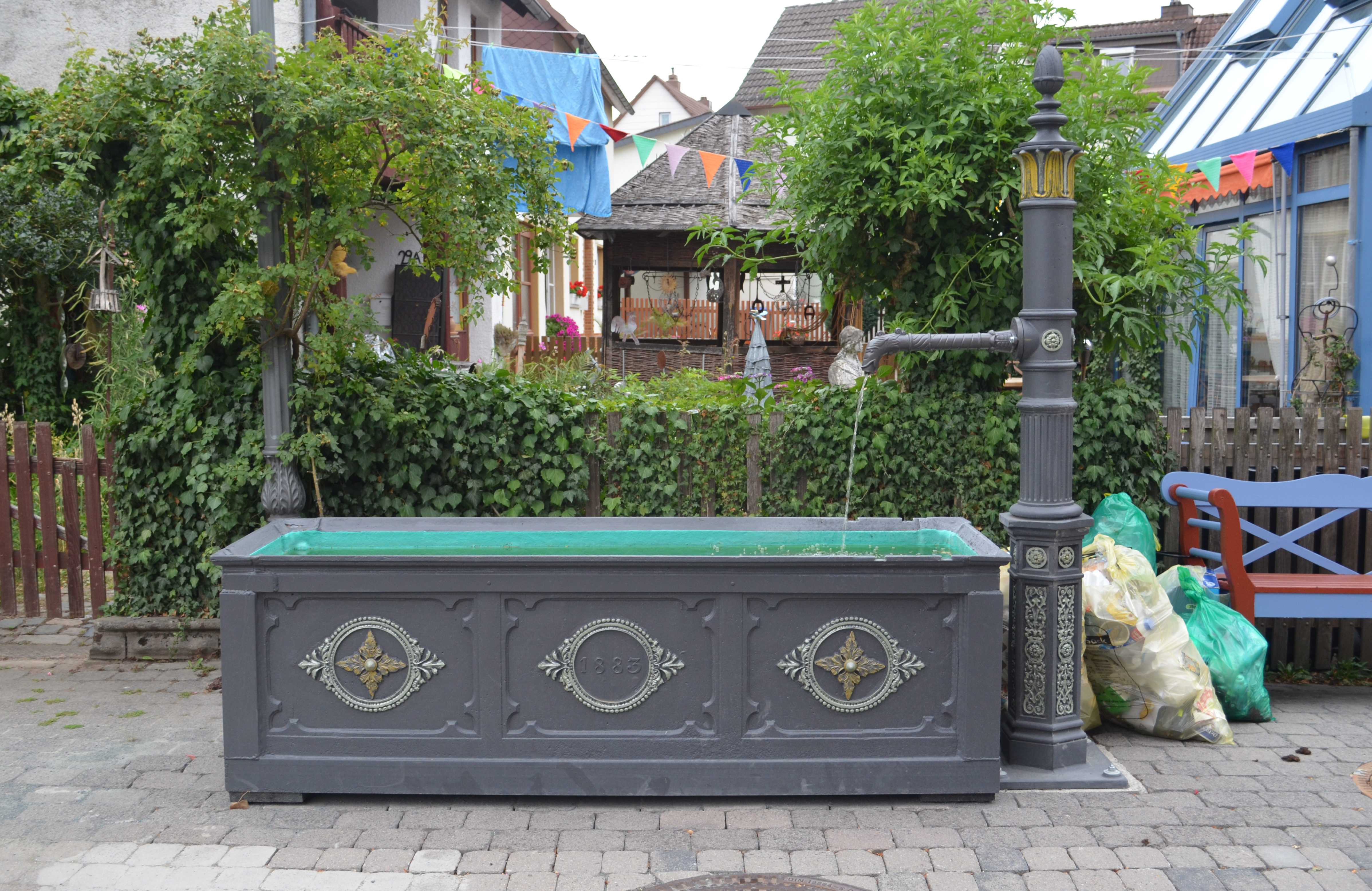
Brunnen am neuen Standort

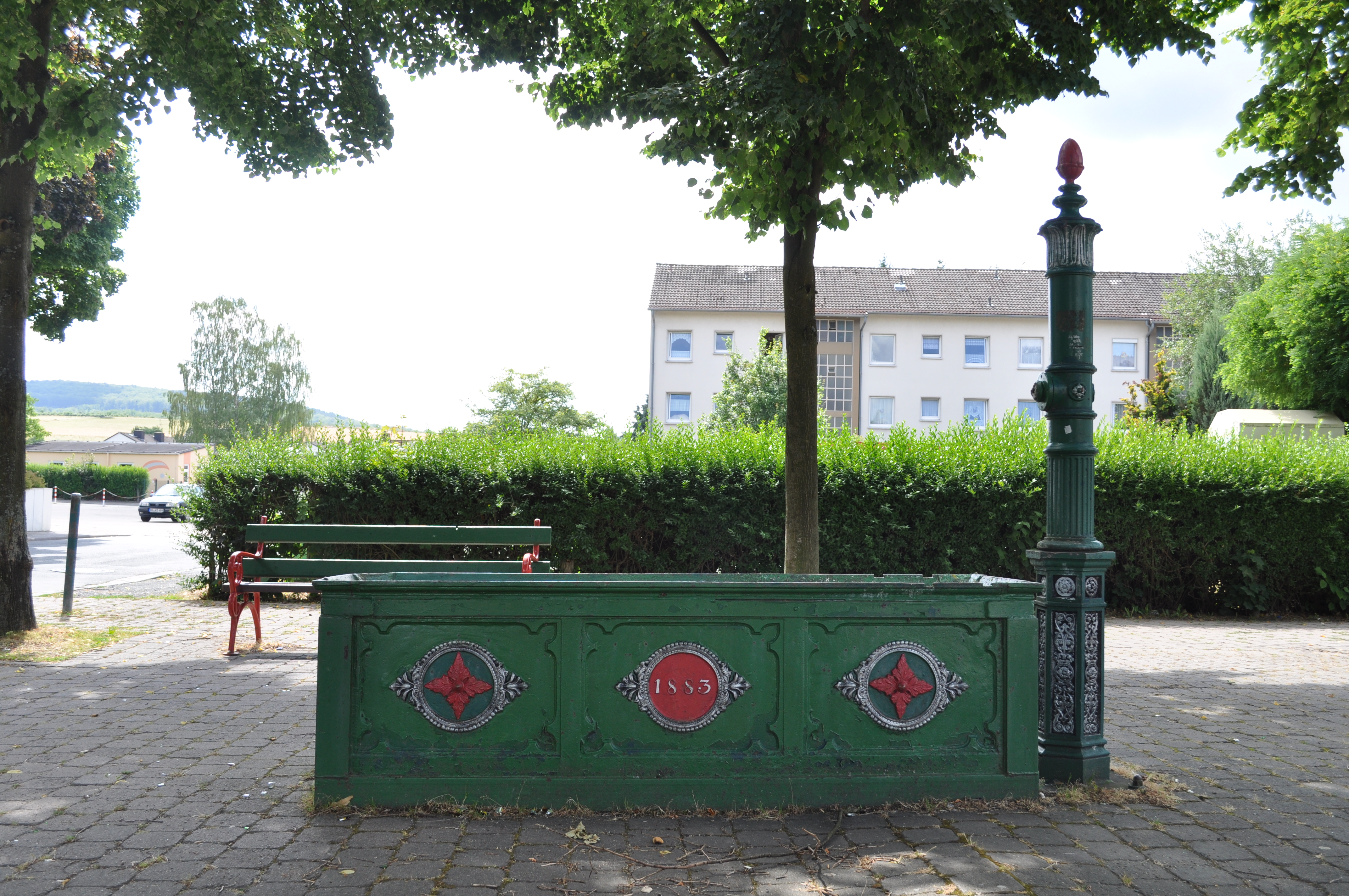
Brunnen (noch vor dem Bürgerhaus)

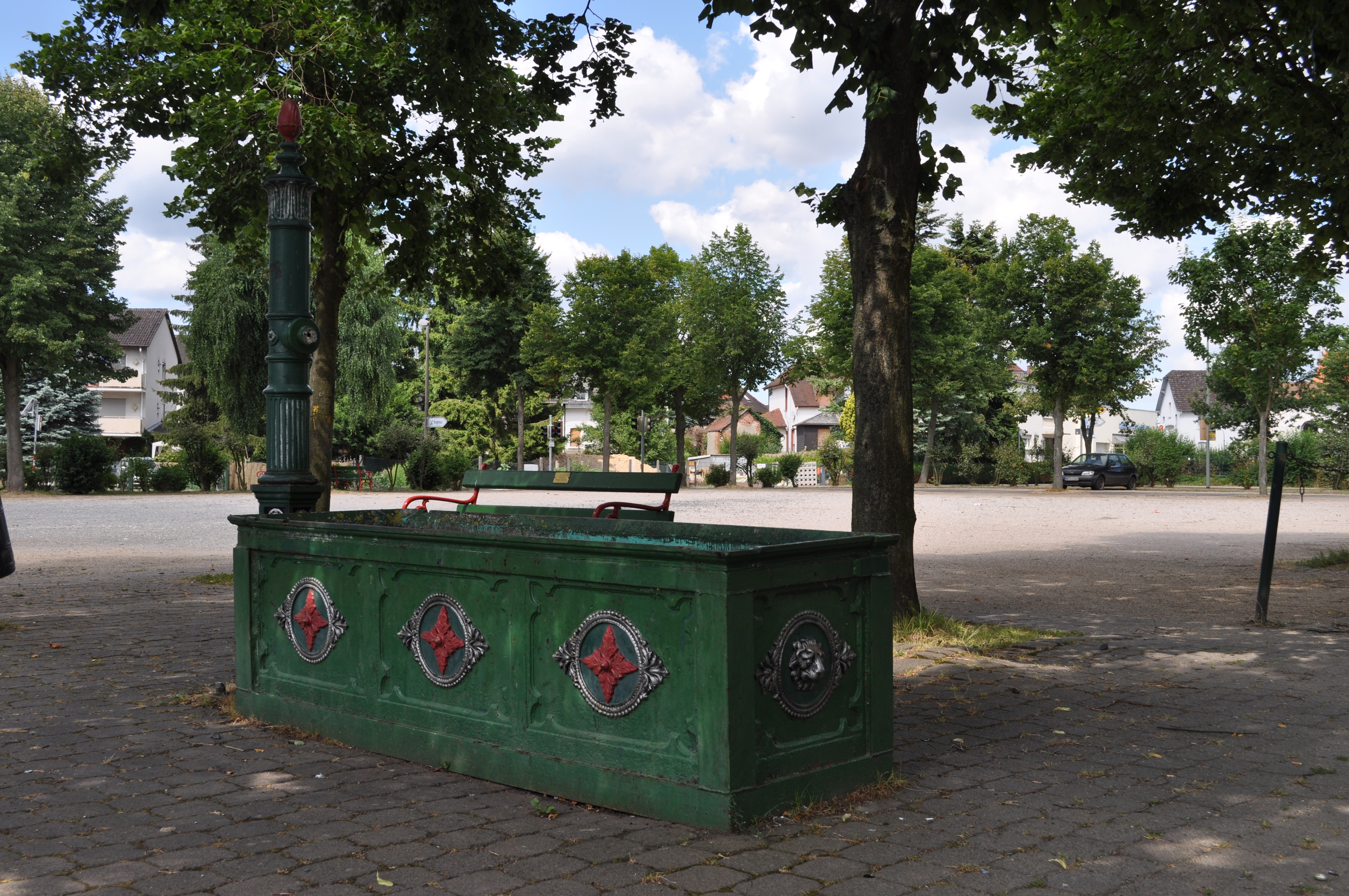
Brunnen (noch vor dem Bürgerhaus)

Der Gusseiserne Brunnen in Wehrheim war ein Teil der historischen Trinkwasserversorgung und steht dort als Kulturdenkmal unter Denkmalschutz.

## Geschichte
Gusseiserne Brunnen sind typisch für die Dörfer des Taunus. Sie wurden in der zweiten Hälfte des 19. Jahrhunderts als Laufbrunnen aufgestellt und ersetzten hölzerne Brunnenanlagen.
Der Wehrheimer Brunnen stammt ausweislich der Inschrift auf der Längsseite aus dem Jahr 1883. Anfang der 1880er Jahre wurde die Wasserversorgung Wehrheims neu errichtet. Nach den Protokollbüchern der Gemeinde wurde ab 1880 eine Reihe von Wasserleitungen zu den Brunnen in Auftrag gegeben. Am 26. September 1880 lieferte die Frankfurter Firma „Fries Söhne“ für 192,70 Mark einen Brunnentrog. Im Juni 1881 wurde erneut die Bestellung eines Brunnentroges und zweier Brunnenstöcke beschlossen. Die beiden Brunnen wurden am Rathaus und am oberen Brandweiher aufgestellt. Im April 1883 erwarb die Gemeinde von Heinrich Diehl und Christian Störkel den Brunnen „hinter dem Bierhaus“ sowie einen weiteren Brunnen. Brunnen befanden sich nun neben der katholischen und der evangelischen Kirche, an der Usinger Straße und der Töpferstraße in der Straße „zur Burg“ und in der Straße „zum Stadttor“.
Mit der Einrichtung eines Trinkwassernetzes in Wehrheim verloren die Brunnen ihre Bedeutung. Sie wurden von der Gemeinde versteigert und danach von ortsansässigen Bauern als Viehtränke genutzt. Der bestehende Wehrheimer Brunnen wurde im November 1901 versteigert und stand dann auf dem Hof Manck. 1983 ließ Bürgermeister Helmut Michel (CDU) den Brunnen renovieren und von seinem Platz am Untertor auf dem Platz neben dem Bürgerhaus vor der Feuerwache versetzen. 2008 wurde der Zustand des Brunnens im Ortsbeirat thematisiert und eine Bepflanzung mit Blumen vorgeschlagen. 2014/15 erfolgte eine erneute Sanierung für einen Betrag von 5000 €. Nun ist der Brunnen am Stadttor aufgestellt.

## Beschreibung
Der Brunnen besteht aus drei Elementen auf der Längsseite und einem Element auf der Schmalseite. Die Elemente der Längsseite sind mittig mit Arkanthusrosette, die Schmalseite mit einem Löwenkopf geschmückt.